# Half-Life 2
Half-Life 2 (reso graficamente come HλLF-LIFE ², abbreviato λ²) è un videogioco sparatutto in prima persona fantascientifico del 2004, seguito di Half-Life. Il gioco fu sviluppato dalla Valve Corporation e pubblicato il 16 novembre 2004, dopo un intenso ciclo di sviluppo durato cinque anni, durante i quali il codice sorgente del gioco fu trafugato e distribuito su Internet.
Il gioco si guadagnò subito recensioni entusiastiche, vincendo oltre trentacinque volte il premio di Gioco dell'Anno nel 2004. Dal 2006 oltre quattro milioni di copie del gioco sono state vendute e molti l'hanno definito il miglior sparatutto in prima persona di tutti i tempi.
Originariamente creato per personal computer basati su Microsoft Windows, del gioco fu fatto prima un porting per la console Xbox, poi nel 2007 per PlayStation 3 e per Xbox 360.
Ambientato a City 17 (Città 17) e dintorni, Half-Life 2 segue lo scienziato Gordon Freeman, che si muove in un ambiente distopico, nel quale i postumi dell'incidente di Black Mesa gravano ancora sull'umanità. Freeman combatte per la sopravvivenza con diversi alleati: i vortigaunt, i ribelli di City 17, i suoi vecchi colleghi di Black Mesa del primo episodio.

## Trama
Half-Life 2 ha luogo circa vent'anni dopo l'incidente alla struttura di Black Mesa del primo capitolo, durante il quale gli scienziati aprirono accidentalmente un portale per Xen, una dimensione ostile. Gordon Freeman è risvegliato dalla stasi dal misterioso G-Man (Michael Shapiro) che gli rivelò che l'incidente di Black Mesa attirò l'attenzione di un impero multidimensionale chiamato Combine, che aveva conquistato la Terra in sette ore. I Combine hanno istituito un brutale stato di polizia assimilando biologicamente gli umani e le altre specie, compresi i pacifici Vortigaunt (Louis Gossett Jr. e Tony Todd). G-Man inserisce Gordon in un treno diretto a City 17, la sede della Cittadella Combine, dove il dottor Wallace Breen (Robert Culp), già amministratore di Black Mesa, dopo aver negoziato la resa del pianeta, governa come fantoccio dei Combine.
Dopo aver eluso le forze Combine, Gordon si unisce a un manipolo di resistenza guidato dall'ex scienziato di Black Mesa Eli Vance (Robert Guillaume), cui partecipa anche la figlia di Vance, Alyx (Merle Dandridge), una guarda di sicurezza di Black Mesa Barney Calhoun (Shapiro) che lavora sotto copertura come ufficiale della protezione civile, e un altro scienziato, Isaac Kleiner (Harry S. Robins). Dopo un tentativo fallito di teletrasportarsi alla base della resistenza, Black Mesa Est, dal raffazzonato laboratorio di Kleiner, Gordon procede a piedi attraverso il sistema di canali della città. Il tentato teletrasporto allerta accidentalmente il governatore Breen e i Combine del ritorno di Freeman, che seguitano a invitare forze contro di lui. Freeman ingaggia i nemici a bordo di un idroscivolante e combatte attraverso le fogne e i fiumi.
Arrivato a Black Mesa Est, Gordon reincontra Eli e un altro scienziato della resistenza, Judith Mossman (Michelle Forbes). Alyx presenta a Gordon il robot domestico, Dog, e gli consegna la gravity gun, uno strumento con cui manipolare oggetti grandi. Quando la base è attaccata dalle forze Combine, Eli e Mossman sono catturati e portati all'edificio di detenzione Combine, Nova Prospekt. Separatosi da Alyx, Gordon devia attraverso la cittadina di Ravenholm, infestata dagli zombi, con l'aiuto dell'ultimo abitante sopravvissuto, Padre Grigori (Jim French). Fuggendo dalla cittadina, Gordon scopre un avamposto della resistenza. Usa un dune buggy personalizzato per arrivare, lungo una strada costiera in rovina, a Nova Prospekt, combattendo formiche-leoni aliene, e aiutando la resistenza a respingere le incursioni dei Combine.
Gordon irrompe in Nova Prospekt e si riunisce con Alyx. Insieme localizzano Eli ma scoprono che Mossman è un informatrore dei Combine; prima che riescano a fermarla, Mossman riesce a teletrasportarsi di nuovo alla cittadella di City 17. Il teletrasportatore Combine esplode immediatamente dopo che Gordon e Alyx lo hanno usato per fuggire da Nova Prospekt.
Tornati al laboratorio di Kleiner, Gordon e Alyx vengono a sapere che il teletrasportatore funzionò male e che era passata una settimana. In loro assenza, la resistenza si era mobilizzata contro i Combine. Con l'aiuto di Dog e Barney, Gordon arriva combattendo dentro la Cittadella. Un sistema di sicurezza inavvertitamente supercarica la gravity gun di Gordon, permettendogli di farsi strada nella Cittadella.
Gordon viene catturato in una capsula di trasporto Combine e portato all'ufficio di Breen, dove il governatore e Mossman lo stavano aspettando, con Eli e Alyx in prigionia. Breen spiega i suoi piani per proseguire la conquista dell'umanità con i Combine, contrariamente a quanto disse a Mossman. Infuriata, Mossman libera Gordon, Alyx, e Eli prima che Breen possa teletrasportarsi fuori dal pianeta. Breen cerca di scappare con il teletrasporto, ma Gordon distrugge il reattore con le sfere di energia lanciate con la sua arma, uccidendo Breen. Nel momento in cui esplode il reattore, G-Man ricompare e ferma il tempo. Elogia il lavoro di Gordon e menziona offerte per i "servizi" di Gordon, prima di rimetterlo in stasi.

## Personaggi
Half-Life 2 dà molto rilievo ai personaggi, alcuni determinanti per lo svolgimento della storia. A volte forniscono concretamente un supporto nel gioco, combattendo al nostro fianco. Ognuno ha una storia e un carattere peculiare, accentuato dall'accurata realizzazione delle espressioni del volto (persone reali hanno “prestato” la faccia ai vari personaggi).
- Dr. Gordon Freeman – protagonista del gioco, era rimasto in stasi in seguito all’incidente di Black Mesa, dopo gli eventi di Half-Life. Ora il G-Man lo richiama in servizio per una nuova impresa, in un mondo estremamente mutato dall'ultima volta (sono passati circa una ventina d'anni). Nel gioco non sono presenti cutscene e il giocatore vedrà tutto solo attraverso i suoi occhi. Gordon non parla mai.
- Alyx Vance – Figlia di Eli Vance, è una ragazza dai riflessi pronti che aiuta il giocatore in molte occasioni con la sua pistola, violando i dispositivi Combine con una scarica EMP e aprendo i portali dei Combine (anche lei ha conoscenze scientifiche, come Freeman). La sua grande agilità le permette di scalare luoghi irraggiungibili. Durante il gioco, e in particolar modo nelle espansioni, è la compagna principale di Freeman.
- Dr. Eli Vance – Ex scienziato di Black Mesa (già visto in Half-Life) è uno dei principali leader della resistenza umana. Molto legato a sua figlia, confida molto in Freeman per proteggerla e lo informa di pericolosi segreti. È privo della gamba sinistra (ha una protesi al suo posto) e durante la storia verrà catturato dai Combine. Riuscirà a fuggire con l'aiuto di Judith, ma in Episode Two viene ucciso davanti agli occhi di Gordon e Alyx da un Consigliere Combine, mentre cercava di sconfiggerlo.
- G-Man – Il misterioso uomo con la valigetta, uno dei simboli del primo gioco, che pare avere poteri particolari, appare nei momenti cruciali dell'avventura. Inoltre, durante i vari livelli, lo si intravede in diversi punti, ma è impossibile avvicinarglisi o danneggiarlo. Solo Freeman e pochi altri ne avvertono la presenza.
- DOG – Grosso robot costruito da Eli per proteggere la figlia quando era piccola. Crescendo, Alyx lo ha potenziato costantemente. Il suo comportamento ricorda quello di un cane: affettuoso e sempre pronto a difendere la sua padrona. Ha una forza straordinaria: non gli è difficile divellere lastre d'acciaio o disintegrare i mezzi Combine più corazzati. Ha con sé anche una pistola gravitazionale, installatagli da Alyx.
- Barney Calhoun – Ex guardia di Black Mesa, amico di Freeman e protagonista di Half-Life: Blue Shift, la seconda espansione del primo capitolo. Ora è uno dei leader della resistenza umana, infiltrato nella Protezione Civile per seguire meglio le mosse dei Combine. È gioviale e sempre pronto alla battuta. Nel secondo capitolo del gioco dà a Gordon la sua prima arma: l’iconico piede di porco.
- Dr. Isaac Kleiner – Ex scienziato di Black Mesa, è sempre intento a creare oggetti che possano essere utili nella lotta ai Combine. È spesso goffo e talmente immerso nelle sue attività da risultare un po' con la testa tra le nuvole, ma è comunque uno dei più grandi esperti della tecnologia del teletrasporto. Possiede un headcrab addomesticato privo delle zanne anteriori (e quindi innocuo) di nome Lamarr, che tratta come fosse un animale domestico. Viene spesso soprannominato "Izzy" da Eli Vance.
- Dr. Wallace Breen – L'antagonista del gioco: ex amministratore delegato di Black Mesa (sebbene mai menzionato in Half-Life), ha trattato con i Combine durante l'invasione della Terra, facendosi nominare dittatore dell'umanità. Le sue frasi e le sue effigi costellano il mondo: è un folle che vede nei Combine una nuova forma d'evoluzione.
- Dr. Judith Mossman – Scienziata affascinata da Eli Vance e per questo non ben vista da Alyx. Collaborerà in segreto con i Combine allo scopo di capire la chiave del loro portale dimensionale. Tuttavia, durante l’ultimo capitolo del gioco, tradisce Breen e si schiera definitivamente con la resistenza. Il suo destino è ignoto.
- Dr. Arne Magnusson – Scienziato e leader della Resistenza, appare solo in Episode Two. Lo si vede nella importante base ribelle di White Forest. Nonostante di primo acchito possa sembrare molto severo e autoritario, in realtà tiene molto ai suoi soldati e amici e cerca sempre di fare il meglio per loro. È un brillante scienziato che ha inventato il Dispositivo Magnusson, una potentissima granata adesiva capace di distruggere uno Strider in un colpo solo.
- Vortigaunt – Razza aliena proveniente dal pianeta Xen, nel primo Half-Life erano nemici dell'uomo, ma dopo l'uccisione di Nihilanth (il boss finale del primo gioco) sono stati liberati dalla schiavitù in cui erano tenuti da esso (ognuno aveva un collare). Per questo sono grati a Freeman e alla razza umana e collaborano con la resistenza contro il nemico comune. Possono ricaricare la tuta HEV di Freeman e sono dotati di poteri telepatici che li mettono in contatto tra loro e captano le mosse dei Combine. Dalle loro mani possono sparare un potente raggio che infligge danni continui al nemico colpito. Durante la storia uno di loro installa sull'idroscivolante di Gordon una mitragliatrice Combine mentre in Episode Two quattro Vortigaunt, usando i loro poteri curativi, riescono a salvare Alyx, gravemente ferita e ridotta in fin di vita dall’attacco di un Cacciatore. Sono in grado di parlare la nostra lingua, pronunciando frasi auliche ed enigmatiche.
- Padre Grigori – Ex sacerdote dell’est Europa, ultimo superstite della città di Ravenholm distrutta e infettata dagli headcrab. Resiste strenuamente nella sua cappella con trappole da lui costruite per uccidere gli zombie e col suo fidato fucile da caccia, "Annabelle". Aiuterà Freeman a farsi strada nella città infestata e si sacrificherà per lui nel cimitero della chiesa, tenendo gli zombie occupati e permettendo a Gordon di fuggire. Non lesina battute a sfondo spirituale.
- Soldati della resistenza – Sono i cittadini di City 17 ribellatisi all'invasione Combine. Durante il gioco sono di supporto, e in alcuni livelli un'apposita icona indica la presenza di una squadra a cui sarà possibile dare ordini. Possiedono diverse armi (tra cui l'RPG); la loro presenza non è indispensabile come i personaggi non giocanti di Half-Life (scienziati o poliziotti), e se muoiono se ne possono comunque incontrare altri. Alcuni sono medici che possono rifornire costantemente Freeman di kit medici in caso questi fosse ferito. È possibile ordinargli di esplorare o radunarsi intorno a Freeman. Individualmente sono leggermente più deboli di un Soldato Combine, ma possono curarsi tra di loro e raccogliere le armi dei nemici.

## Modalità di gioco
In Half-Life 2 sono state riproposte alcune armi del primo capitolo, con alcune novità (la più importante è la pistola gravitazionale) e la sostanziale assenza delle varie armi aliene. Buona parte delle armi ha un attacco secondario, in alcuni casi utilizzabile solo se provviste di apposite munizioni. Sono state eliminate molte armi, che inizialmente avrebbero dovuto essere inserite nel gioco come utilizzabili, come l'hopwire (una specie di granata attivata dalla prossimità con un nemico).
In Half-Life 2 la maggior parte dei nemici sono le forze Combine con i loro uomini e mezzi ad alta tecnologia. Sono inoltre presenti alcune creature giunte sulla Terra dal pianeta Xen che sono ostili sia agli umani che ai Combine.
Alcune armi sono trasposizioni di armi reali o già presenti nel primo Half-Life, come la pistola USP che è basata sulla Heckler & Koch USP, la .357 Magnum sulla Colt Python, il fucile mitragliatore sull’Heckler & Koch MP7, il fucile a pompa sul Franchi SPAS-12 ed il lanciamissili RPG che nonostante il nome non si basa su un RPG bensì su altri due lanciarazzi: l’AT4 ed il FIM-92 Stinger.

## Sviluppo

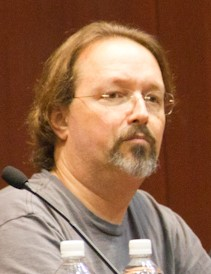
Marc Laidlaw ha scritto la trama dei primi due videogiochi della serie

La pubblicazione del gioco venne ritardata a causa di un clamoroso caso di "furto informatico". Ad un mese dall'uscita del videogioco infatti un cracker si introdusse nella rete interna della casa sviluppatrice rubando il codice sorgente del gioco e diffondendolo successivamente in rete attraverso programmi di file sharing. La data di pubblicazione effettiva venne per questo posticipata di circa un anno.

### Tecnologia
A livello tecnico, grazie al motore grafico Source Engine, Half-Life 2 presenta caratteristiche inedite rispetto al predecessore, sfruttando l'hardware disponibile all'epoca dell'uscita. In particolare modo sono da notare i personaggi, costituiti da un elevato numero di poligoni e animati con cura, che li rende particolarmente realistici rispetto agli standard. Anche il mondo che circonda il giocatore è molto dettagliato e ricco di effetti speciali, come i riflessi di luce sull'acqua e sulle altre superfici riflettenti. Tuttavia l'uso di algoritmi di radiosity, al posto dei classici algoritmi ray tracing, impedisce l'uso di luci dinamiche, cioè non è possibile avere nel gioco delle ombre mobili proiettate o delle fonti di luce in movimento (niente lampi degli spari o lampadine accese che dondolano, per esempio). La fisica di gioco è notevolmente migliorata grazie all'introduzione del middleware Havok: grazie ai suoi algoritmi, movimenti e collisioni sono più naturali; inoltre la composizione fisica degli oggetti influisce sulla loro massa, quindi sul loro comportamento in caso di interazione.
Ultimamente, a seguito del lancio di Steam sul sistema operativo mac, è stato introdotto un miglioramento grafico, che porta la versione del motore grafico "Source" al 2007, quello di Episode 2. Tra i miglioramenti, gli effetti visivi delle fiamme non sono più sprites animati come in Half-Life 2 Deathmatch. In più sono stati aggiunti achievements sia a Half-Life 2 (che includeva in maniera "segreta") che a Half-Life 2 Episode One.

## Accoglienza
Nella cerimonia Spike Video Games Awards 2004 fu candidiato a 4 premi: gioco dell'anno, miglior sparatutto in prima persona, miglior grafica e miglior gioco per Personal Computer, vincendo solo gli ultimi due. Il premio gioco dell'anno fu vinto da Grand Theft Auto: San Andreas, mentre il titolo di miglior sparatutto in prima persona fu dato a Halo 2.
Durante il Spike Video Games Awards 2012, Half-Life 2 vinse il premio gioco del decennio.
Su Metacritic Half-Life 2 per Personal Computer ha un punteggio di 96/100 basato su 81 recensioni di riviste o siti specializzati, mentre il voto degli utenti è 9,2/10 basato su 5562 recensioni.
La versione Xbox porta invece il punteggio di 90/100 basato su 35 critiche specializzate e di 8,7/10 dalla parte di 80 utenti

## Espansioni

### Half-Life 2: Deathmatch
Half-Life 2 è privo di una modalità multiplayer: Valve ha in seguito realizzato un pacchetto aggiuntivo a pagamento che rende possibile organizzare deathmatch tutti contro tutti o a squadre fra Combine e Ribelli. Tale espansione, oggi un gioco a parte, è disponibile per ogni piattaforma (Windows, macOS e Linux).

### Half-Life 2: Lost Coast
Lost Coast è un livello aggiuntivo pubblicato gratuitamente nel 2005 da Valve, per dimostrare le potenzialità del sistema high dynamic range rendering introdotto nel motore grafico Source. Il livello, dotato di una serie di commenti degli autori sul processo di progettazione, era inizialmente stato ideato per l'originale Half-Life 2, e in seguito scartato.

### Half-Life 2: Survivor
Half-Life 2: Survivor è un videogioco arcade realizzato da Valve in collaborazione con Taito Corporation. Si tratta di una versione adattata ad essere giocata tramite un sistema di joystick e pedali, dotata di un sistema di gioco semplificato. Si possono selezionare tre tipologie di gioco: Story mode, modalità che segue la trama, Mission, modalità cooperativa multigiocatore, e Battle, modalità deathmatch multigiocatore.

## Eredità
La pubblicazione di Half-Life 2 e del nuovo motore di gioco Source è stata seguita da numerose mod e total conversion del gioco, alcune delle quali sono state successivamente pubblicate in modo stand alone. La mod sandbox Garry's Mod sviluppata da terzi è stata pubblicata da Valve stessa e in seguito aggiornata per includere contenuti di altri videogiochi Source dell'azienda, come Team Fortress 2 e Counter-Strike: Global Offensive. Diversi prodotti inizialmente sviluppati come mod per Half-Life 2 sono stati poi pubblicati separatamente da altre aziende, come The Stanley Parable, Chivalry: Medieval Warfare e Insurgency.
Al titolo è anche stata attribuita la popolarizzazione nei videogiochi di ambientazioni distopiche basate su città sovietiche.